# (6713) Coggie
(6713) Coggie es un asteroide perteneciente al cinturón de asteroides, región del sistema solar que se encuentra entre las órbitas de Marte y Júpiter.
Fue descubierto el 21 de mayo de 1990 por Eleanor F. Helin  desde el Observatorio Palomar.

## Designación y nombre
Designado provisionalmente como 1990 KM, fue nombrado  por Karin "Coggie" Peterson Messina (n. 1934) quien es una dedicada profesora de música en Massachusetts que ha enseñado a más de 600 estudiantes a tocar la flauta. Empezó a tocar desde muy joven y se unió a la Orquesta Cívica de Sharon en 1962. También fue la primera flautista de la Orquesta Sinfónica de Brockton durante más de 37 años.

## Características orbitales
Coggie está situado a una distancia media del Sol de 2,344 ua, pudiendo alejarse hasta 2,529 ua y acercarse hasta 2,158 ua. Su excentricidad es 0,079 y la inclinación orbital 19,454 grados. Emplea 1310,51 días en completar una órbita alrededor del Sol.

## Características físicas
La magnitud absoluta de Coggie es 13,72. Tiene 4,386 km de diámetro y su albedo se estima en 0,401.